# کورنینگ (کانزاس)
کورنینگ (به انگلیسی: Corning) شهری در ایالت کانزاس کشور ایالات متحده آمریکا است که جمعیت آن در سرشماری سال ۲۰۱۰ میلادی، ۱۵۷ نفر بوده‌است.